# Premio Xerais
El Premio Xerais es un premio literario que concede la editorial Edicións Xerais de Galicia (España) a una novela escrita en gallego desde 1984. A partir de 1988 el jurado del premio incluyó lectores no profesionales y la entrega del premio se realiza en la isla de San Simón, conjuntamente con el Premio Merlín de literatura infantil y juvenil. A partir de la edición de 2006, el galardón se acompañó también del Premio Jules Verne de literatura juvenil, de modo que el Merlín quedó restringido a la infantil. 
El premio, que es único y puede quedar desierto, está dotado con 10 000 euros en la actualidad. En la primera edición tenía una cuantía de 500.000 pesetas (3.000 euros). La fecha de entrega suele ser en la primera semana de junio.

## Ganadores
- 1984. Carlos González Reigosa, Crime en Compostela (traducción en castellano: Crimen en Compostela, ISBN 84-01-32817-9, Barcelona, 2000).
- 1985. Lois Xosé Pereira, As horas de cartón.
- 1986. Xoán Bernárdez Vilar, No ano do cometa.
- 1987. Xosé Ramón Pena, Para despois do adeus (Para después del adiós, ISBN 978-84-7954-143-9, San Lorenzo de El Escorial, 1994).
- 1988. Francisco Xosé Fernández Naval, O bosque das antas.
- 1989. Darío Xohán Cabana, Galván en Saor (Galván en Saor, ISBN 978-84-7683-453-4, San Lorenzo de El Escorial, 1996).
- 1990. Alfonso Álvarez Cáccamo, As baleas de Eduardo Reinoso.
- 1991. Xosé Fernández Ferreiro, Agosto do 36 (Agosto del 36, ISBN 978-84-206-4471-4, Madrid, 2001).
- 1992. Xosé Carlos Caneiro, O infortunio da soidade.
- 1993. Desierto.
- 1994. Darío Xohán Cabana, O cervo na torre.
- 1995. Aníbal Malvar, Unha noite con Carla.
- 1996. Manuel García Seixas, A velocidade do frío (La velocidad del frío, ISBN 978-84-88876-96-6, Madrid, 1998).
- 1997. Xavier Manteiga, Manancial.
- 1998. Xosé Miranda, Morning Star.
- 1999. Anxo Angueira, Pensa nao (Mondariz)
- 2000. Luís Rei Núñez, Expediente Artieda (Expediente Artieda, ISBN 978-84-206-4479-0, Madrid, 2001). (Santiago de Compostela)
- 2001. Marilar Aleixandre, Teoría do caos. (Ribadeo)
- 2002. Inma López Silva, Concubinas. (Allariz)
- 2003. Santiago Jaureguizar, Casa Skylab. (Betanzos)
- 2004. Manuel Veiga Taboada, O exiliado e a primavera, (Vigo). En esta edición el premio iba a entregarse en la Isla de San Simón, pero el hundimiento del pesquero Bahía, con base en Cesantes, unos días antes, hizo que se moviese la entrega a Vigo, en señal de luto.
- 2005. Teresa Moure, Herba moura (Hierba mora, ISBN 978-84-264-1576-9, Barcelona, 2006). (Isla de San Simón)
- 2006. Diego Ameixeiras, Tres segundos de memoria. (Isla de San Simón)
- 2007. Rexina Rodríguez Vega, Cardume .
- 2008. Manuel Lourenzo González, O xardín das pedras flotantes.
- 2009. Rosa Aneiros, Sol de inverno.
- 2010: Iolanda Zúñiga, Periferia.
- 2011: Xavier Queipo, Extramunde.
- 2012: María Lorenzo Miguens e Manuel Lorenzo Baleirón, Tonas de laranxa.
- 2013: Xabier López López, Cadeas.
- 2014: María Reimóndez, Dende o conflito
- 2015: Héctor Cajaraville, De remate
- 2016: Manuel Esteban, A ira dos mansos
- 2017: Santiago Lopo, A arte de trobar
- 2018: Emma Pedreira, Besta do seu sangue
- 2019: Amador Castro Moure, Shanghai a Barcelona
- 2020: María Marco Covelo, Coidadora
- 2021: Berta Dávila, por Os seres queridos.
- 2022: María Solar, por A culpa.
- 2023: Pedro Feijóo, por Ninguén contará a verdade.
- 2024: Marta Villar, por Detective Ferruchi.

- Datos: Q3399090